# Crescendo (album Dario Baldan Bembo)
Crescendo è un album del cantautore italiano Dario Baldan Bembo, pubblicato nel 1975.
L'artista ha composto la parte musicale dei brani e curato gli arrangiamenti, mentre i testi sono di Sergio Bardotti, che ha prodotto il disco insieme a Furio Bozzetti.

## Tracce

### Lato A
1. Dedica
2. Gabbiani
3. Non devo vivere più triste
4. Guardando una donna dormire
5. Per un anniversario

### Lato B
1. Crescendo
2. Bambina sola e la luna
3. Il ciliegio di casa mia
4. 30 DB
5. Prima alba

## Formazione
- Dario Baldan Bembo – voce, tastiera, flauto
- Maurizio Fabrizio – chitarra
- Furio Bozzetti – batteria
- Paolo Donnarumma – basso
- Andy Surdi – batteria
- Baba Yaga – cori